# Hutner
Der Hutner, auch Hutnerspitze, ist ein 2885 m ü. A. hoher, zweigipfeliger Berg im Panargenkamm im Bezirk Lienz (Osttirol).

## Lage
Der Hutner liegt in der Gemeinde St. Jakob in Defereggen am südwestlichen Ende des Panargenkamms. Der Berggipfel liegt an der Verlängerung des Südwestgrats der Alplesspitze (3149 m ü. A.), der sich über einen unbenannten Gipfel (2884 m ü. A.), die Panargenlenke (2769 m ü. A.) und die Hutnerscharte (2770 m ü. A.) bis zum Hutner zieht und danach zum Am Putzen (2591 m ü. A.) sowie weiter ins Tal der Schwarzach abfällt. Der Berggrat wird im Westen und Süden von der Schwarzach und im Osten vom Erlsbach begrenzt, an den Westabhängen des Grates entspringen Kranewittlegergraben, Hutnerbach und die Mühlfeldgräben.

## Erstbesteigung und Aufstiegsmöglichkeiten
Der Hutner wurde erstmals am 22. August 1903 durch Artur Langbein und H. Schildknecht über den Nordgrat erstiegen (I). Hierbei führt der Anstieg aus der Panargenlenke über den 2807 Meter hohen Gratkopf in die Hutnerscharte und von dieser über Blöcke zum Gipfel. Die Ostflanke wurde erstmals am 21. August 1927 durch Rudolf Kauschka begangen, wobei der Weg hier von der Erlsbacher Alm in die grasige Ostflanke und über den Südgrat führt (I).